# Бёльц, Эдуард фон

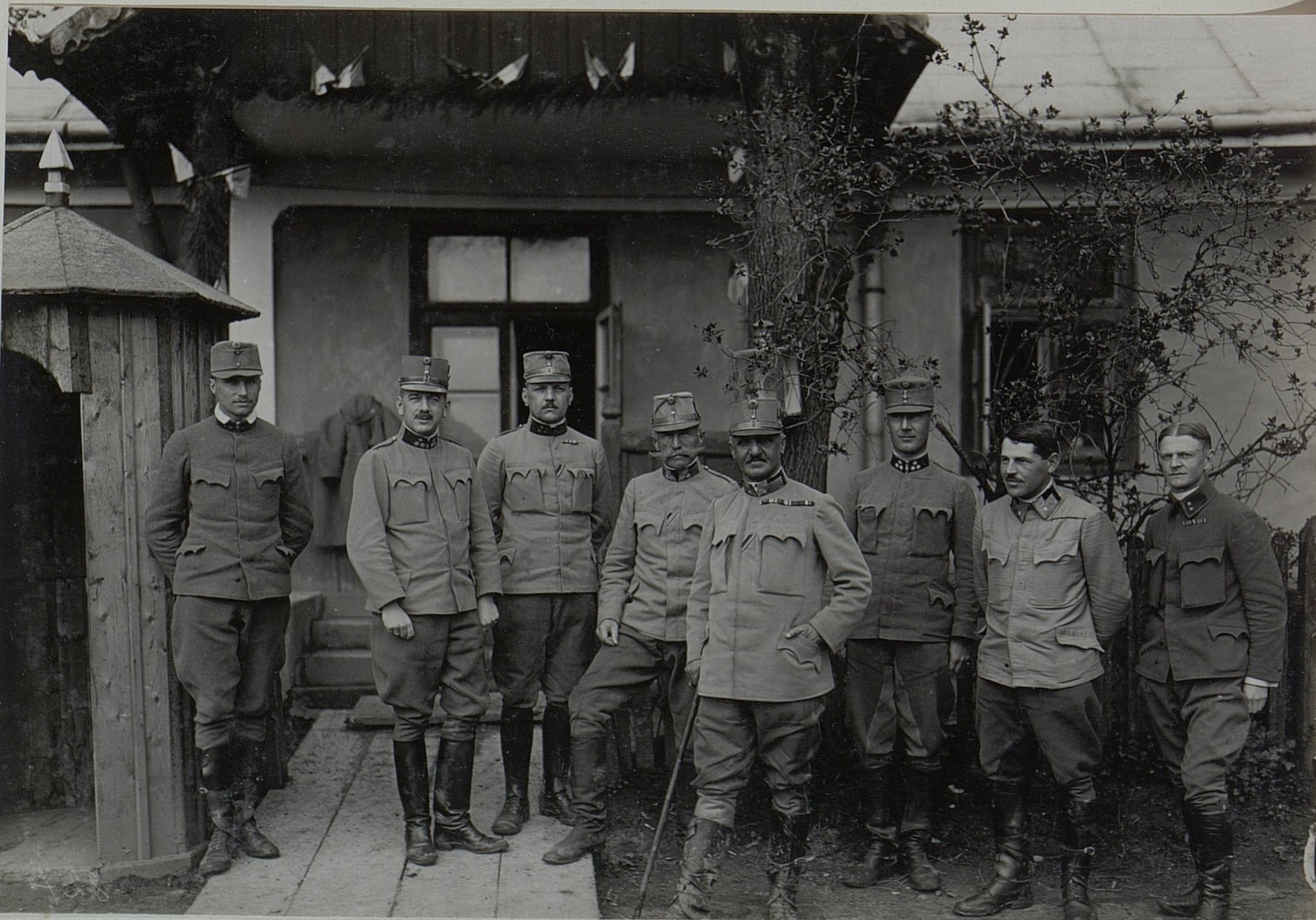
В центре снимка —фельдмаршал-лейтенант фон Бёльц, справа за ним — командующий 19-й пехотной дивизией полковник Иоганн Реквьер, 1915 г.

Эдуард, Эдлер фон Бёльц (нем. Eduard Edler von Böltz; 13 марта 1864 — 8 ноября 1918) — фельдмаршал-лейтенант Австро-Венгерской армии.

## Биография
Родился в Биркенберге (ныне Бржезовы Хоры) близ Пршибрама в семье католиков. В 1889 году окончил венскую военную академию Kriegsschule
В молодости служил в Российской империи, проходя обучение по курсу Генерального штаба в Казани. Во время службы познакомился с будущей женой Натальей Адамюк.
В 1905-1906 гг военный атташе в Софии. С 1908 по 1912 гг командир 4-го Венского пехотного полка.
С 12 июня 1912 года инспектором армии в Сараево Оскар Потиорек назначил Бёльца на должность предполагаемого начальника генерального штаба на Балканах. 6 июля того же года года он был назначен командиром Сараевской 9-й горной бригады. После убийства в Сараево в 1914 году последовало новое назначение — начальником штаба 6-й армии (вместо Эрика фон Мерицци) в сербской кампании 1914 года. На этой должности Бёльц в составе 5-й армии участвовал в битве при Изонцо. Позже он служил под началом Гвидо Новака фон Ариенти. Командовал 18-й и 19-й пехотными дивизиями, а также 43-й стрелковой. После Зборовского сражения и первого появления чехословацких легионов на стороне России, Бёльц защищал чешских солдат австро-венгерской армии от распространённых тогда предрассудков.
После заключения Брестского мира, в 1918 году командовал австрийскими оккупационными войсками на Юге России. С 1 июня 1918 года был военным губернатором Одессы. Узнав о поражении Австро-Венгрии в Первой мировой войне и распаде империи, (по официальным источникам) застрелился в своей канцелярии в 8 утра 9 ноября 1918 года. Похоронен на одесском 2-м кладбище.

## В массовой культуре
- В 1916 году капельмейстер Вильгельм Вацек написал "Марш фон Бёльца"[11].
- Эпизод с самоубийством Фон Бельца упоминается в романе И. Ильфа и Е. Петрова «Золотой телёнок»; (там говорится, что это произошло во дворце главнокомандующего (позже "Дворец моряков"), однако, некоторые источники упоминают гостиницу "Бристоль").
- Этот же эпизод фигурирует в мемуарах Степана Шухевича.